# NHL 1948/1949
Sezóna 1948/1949 byla 32. sezonou NHL. Vítězem Stanley Cupu se stal tým Toronto Maple Leafs.

## Konečná tabulka základní části
| Tým                 | Z  | V  | P  | R  | B  | VG  | IG  |
| ------------------- | -- | -- | -- | -- | -- | --- | --- |
| Detroit Red Wings   | 60 | 34 | 19 | 7  | 75 | 195 | 145 |
| Boston Bruins       | 60 | 29 | 23 | 8  | 66 | 178 | 163 |
| Montreal Canadiens  | 60 | 28 | 23 | 9  | 65 | 152 | 126 |
| Toronto Maple Leafs | 60 | 22 | 25 | 13 | 57 | 147 | 161 |
| Chicago Black Hawks | 60 | 21 | 31 | 8  | 50 | 173 | 211 |
| New York Rangers    | 60 | 18 | 31 | 11 | 47 | 133 | 172 |

## Play off
|  | Semifinále | Semifinále          | Semifinále |  |  | Finále Stanley Cupu | Finále Stanley Cupu | Finále Stanley Cupu |
|  |            |                     |            |  |  |                     |                     |                     |
|  | 1          | Detroit Red Wings   | 4          |  |  |                     |                     |                     |
|  | 3          | Montreal Canadiens  | 3          |  |  |                     |                     |                     |
|  |            |                     |            |  |  | 1                   | Detroit Red Wings   | 0                   |
|  |            |                     |            |  |  | 4                   | Toronto Maple Leafs | 4                   |
|  | 2          | Boston Bruins       | 1          |  |  |                     |                     |                     |
|  | 4          | Toronto Maple Leafs | 4          |  |  |                     |                     |                     |

## Ocenění
| O'Brien Cup:               | Detroit Red Wings                   |
| Prince of Wales Trophy:    | Detroit Red Wings                   |
| Art Ross Trophy:           | Roy Conacher, Chicago Black Hawks   |
| Calder Memorial Trophy:    | Pentti Lund, New York Rangers       |
| Hart Memorial Trophy:      | Sid Abel, Detroit Red Wings         |
| Lady Byng Memorial Trophy: | Bill Quackenbush, Detroit Red Wings |
| Vezina Trophy:             | Bill Durnan, Montreal Canadiens     |